# Classe Evstafi
A Classe Evstafi foi uma classe de couraçados pré-dreadnought operada pela Marinha Imperial Russa, composta pelo Evstafi e Ioann Zlatoust. Suas construções começaram em 1903 e 1904 no Estaleiro do Almirantado Nikolaev e no Estaleiro de Sebastopol, sendo lançados ao mar em 1906 e comissionados em 1911. Seu projeto foi baseado no Kniaz Potemkin Tavricheski. A derrota na Guerra Russo-Japonesa levou a várias mudanças de projeto, incluindo o aumento da elevação dos canhões principais, redução do número  de tubos de torpedo, fortalecimento da proteção à frente e à ré do cinturão de blindagem e adição de uma segunda torre de comando na parte de trás da superestrutura.
Os dois couraçados da Classe Evstafi eram armados com uma bateria principal composta por quatro canhões de 305 milímetros montados em duas torres de artilharia duplas. Tinham um comprimento de fora a fora de 117 metros, boca de 22 metros, calado de oito metros e meio e um deslocamento de treze mil toneladas. Seus sistemas de propulsão eram compostos por 22 caldeiras a carvão que alimentavam dois motores de tripla-expansão, que por sua vez giravam duas hélices até uma velocidade máxima de dezesseis nós (trinta quilômetros por hora). Os navios também tinham um cinturão principal de blindagem na linha de flutuação que ficava entre 178 e 229 milímetros de espessura.
Os dois navios tiveram carreiras tranquilas em tempos de paz que consistiram principalmente em exercícios de artilharia. Após o início da Primeira Guerra Mundial em 1914, ambos envolveram-se em operações contra o Império Otomano. Participaram da Batalha do Cabo Saric em novembro, enquanto pelos anos seguintes ocuparam-se principalmente de operações de bombardeio litorâneo. Ambos foram colocados na reserva em março de 1918, sendo capturados pelos alemães em maio e depois entregues aos Aliados em dezembro. Seus motores foram destruídos em abril de 1919 e eles foram capturados pelos dois lados da Guerra Civil Russa, sendo desmontados entre 1922 e 1923.

## Desenvolvimento
O projeto da Classe Evstafi foi baseado no Kniaz Potemkin Tavricheski, mas ligeiramente maior. Várias mudanças foram implementadas após a derrota na Guerra Russo-Japonesa em 1905 a fim de refletir as lições aprendidas. Estas incluíram o aumento da elevação dos canhões principais de quinze para 35 graus, redução do número de tubos de torpedo de cinco para dois, eliminação do armazenamento de minas navais e das armas de 47 milímetros. Além disso, a proteção de blindagem na linha de flutuação foi reforçada à vante e à ré do cinturão de blindagem com o objetivo de impedir danos que tinham incapacitado navios na Batalha de Tsushima. Uma segunda torre de comando foi adicionada na parte de ré da superestrutura e seu projeto alterado, possivelmente para eliminar um topo que tinha ricocheteado estilhaços para dentro da torre durante Tsushima e a Batalha do Mar Amarelo. Com o objetivo de reduzir peso, mastros com gáveas foram substituídos por mastros de poste leves e retrancas foram instaladas no lugar de guindastes de botes.

## Projeto

### Características
Os couraçados Classe Evstafi tinham 115,5 metros de comprimento da linha de flutuação e 117,6 metros de comprimento de fora a fora, boca de 22,6 metros e calado de 8,5 metros. O deslocamento era de 13 061 toneladas, 119 toneladas a mais que o deslocamento projetado de 12 942 toneladas. Eram 2,5 metros mais longos e trinta centímetros mais largos do que o Kniaz Potemkin Tavricheski, mas com um deslocamento de 46 toneladas a menos. Tinham um fundo duplo entre as armações dezoito e 82. Eram subdivididos por anteparas transversais em dez compartimentos estanques. Também tinham uma antepara longitudinal na linha central, presumivelmente separando as salas de máquinas.
O sistema de propulsão foi construído pela ONZiV e era composto por dois motores verticais de tripla-expansão com três cilindros, cada um girando uma hélice. A potência indicada era de 10 745 cavalos-vapor (7,9 mil quilowatts). O vapor vinha de 22 caldeiras de tubos d'água Belleville que funcionavam a uma pressão de 1 669 quilopascais (dezessete quilogramas-força por centímetro quadrado). Os motores produziram onze mil cavalos-vapor (8,1 mil quilowatts) durante testes marítimos para uma velocidade máxima de 16,2 nós (trinta quilômetros por hora). Podiam carregar até 1,1 mil toneladas de carvão para uma autonomia de 2,1 mil milhas náuticas (3,9 mil quilômetros) a dez nós (dezenove quilômetros por hora). A energia elétrica era gerada por dois dínamos a vapor que produziam no total trezentos quilowatts, mais dois dínamos auxiliares de 64 quilowatts cada.

### Armamento

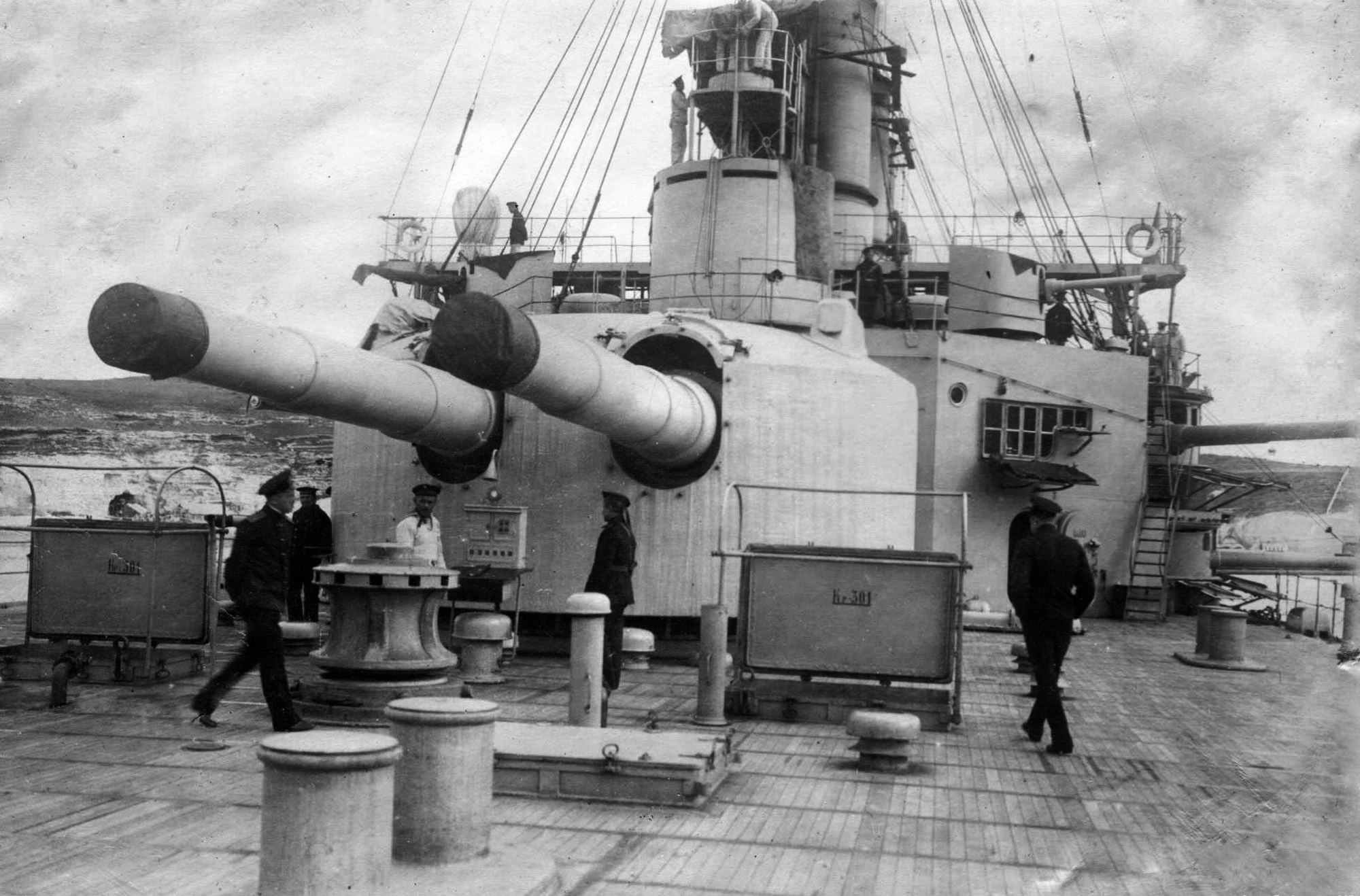
A torre de artilharia principal de ré do Ioann Zlatoust na década de 1910

O armamento principal da Classe Evstafi era formado por quatro canhões Padrão 1895 calibre 40 de 305 milímetros montados em duas torres de artilharia duplas na linha central movidas hidraulicamente, uma localizada à vante e outra à ré da superestrutura. Cada torre tinha um arco de disparo de 260 graus. A cadência de tiro era de um disparo a cada quarenta segundos e cada arma tinha à disposição um carregamento de 75 projéteis. Podiam elevar até 35 graus e abaixar até cinco graus negativos, disparando projéteis de 331,7 quilogramas a uma velocidade de saída de 792 metros por segundo para um alcance máximo de 20,3 quilômetros.
A bateria secundária consistia em quatro canhões Padrão 1905 calibre 50 de 203 milímetros montados em cada canto da superestrutura em casamatas blindadas. Tinham um arco de disparo de 120 graus e podiam disparar diretamente à vante ou à ré. Podiam abaixar até cinco graus negativos e elevar até vinte graus. Disparavam projéteis altamente explosivos de 119,9 quilogramas a uma velocidade de saída de 807 metros por segundo. A uma elevação de 19,5 graus, o alcance era de 14,4 quilômetros. Cada canhão tinha um carregamento de 110 projéteis. Também haviam doze canhões Canet Padrão 1892 calibre 45 de 152 milímetros montados em casamatas no convés inferior. Estas armas podiam elevar até vinte graus e abaixar até cinco graus negativos, disparando projéteis de 41,4 quilogramas a uma velocidade de saída de 790 metros por segundo. Tinham um alcance de 11,5 quilômetros em elevação máxima. Cada canhão tinha à disposição um carregamento de 180 projéteis.
O armamento contra barcos torpedeiros era composto por catorze canhões Canet Padrão 1892 calibre 50 de 75 milímetros montados em plataformas individuais no convés superior e protegidos por escudos. Disparavam projéteis de 4,9 quilogramas a uma velocidade de saída de 820 metros por segundos, tendo um alcance de 7,8 quilômetros na elevação máxima de 21 graus. A cadência de tiro ficava entre doze e quinze disparos por minuto. Cada navio também era equipado com dois tubos de torpedo de 450 milímetros, um em cada lateral à ré. Levavam torpedos com uma ogiva de 96 quilogramas de trinitrotolueno. Estes torpedos tinham duas configurações diferentes de velocidade: 29 nós (54 quilômetros por hora) para um alcance máximo de três quilômetros ou 34 nós (63 quilômetros por hora) para um alcance de dois quilômetros.

### Blindagem
A blindagem da Classe Evstafi era feita de aço Krupp. A espessura máxima do cinturão principal na linha de flutuação era de 229 milímetros, reduzindo-se para 178 a 203 milímetros na área dos depósitos de munição. Ele cobria 47,9 metros do comprimento total dos navios. O cinturão tinha 2,3 metros de altura, dos quais 1,2 metros ficavam abaixo da linha de flutuação. O cinturão terminava à vante e à ré em anteparas transversais de 178 milímetros. Continuava em direção da proa com placas de 76 a 102 milímetros, enquanto para a popa com 51 a 76 milímetros de espessura. O cinturão superior tinha 152 milímetros de espessura e tinha a intenção de proteger o vão entre o cinturão principal e as casamatas. Estas eram protegidas por uma blindagem de 127 milímetros, enquanto uma antepara de 38 milímetros separava cada canhão. As laterais das torres de artilharia tinham 254 milímetros e seus tetos tinham 64 milímetros. Ficavam em cima de barbetas também com 254 milímetros, mas isto se reduzia para 127 milímetros quando ficavam atrás de outra proteção. As duas torres de comando tinham laterais de 203 milímetros e tetos de 76 milímetros. A espessura dos conveses ficava entre 35 e 76 milímetros.

## Navios
O batimento de quilha formal ocorreu em novembro de 1904, porém suas construções começaram meses antes, em 13 de julho de 1903 para o Ioann Zlatoust e 13 de julho de 1904 para o Evstafi. As plantas de construção e cálculos preliminares só foram aprovados em 31 de maio de 1904, o que causou alguns problemas no Ioann Zlatoust. O progresso foi relativamente rápido, mesmo com as interrupções causadas pela Revolução Russa de 1905, com ambos os sendo lançados ao mar menos de três anos depois do início das construções. Entretanto, a equipagem foi muito atrasada por várias mudanças ocorridas em consequência das lições aprendidas com a Guerra Russo-Japonesa.
| Navio          | Construtor                        | Homônimo            | Batimento              | Lançamento            | Comissionamento     | Destino                  |
| -------------- | --------------------------------- | ------------------- | ---------------------- | --------------------- | ------------------- | ------------------------ |
| Evstafi        | Estaleiro do Almirantado Nikolaev | Santo Eustácio      | 23 de novembro de 1904 | 3 de novembro de 1906 | 28 de maio de 1911  | Desmontados em 1922–1923 |
| Ioann Zlatoust | Estaleiro de Sebastopol           | São João Crisóstomo | 13 de novembro de 1904 | 13 de maio de 1906    | 1º de abril de 1911 | Desmontados em 1922–1923 |

## História

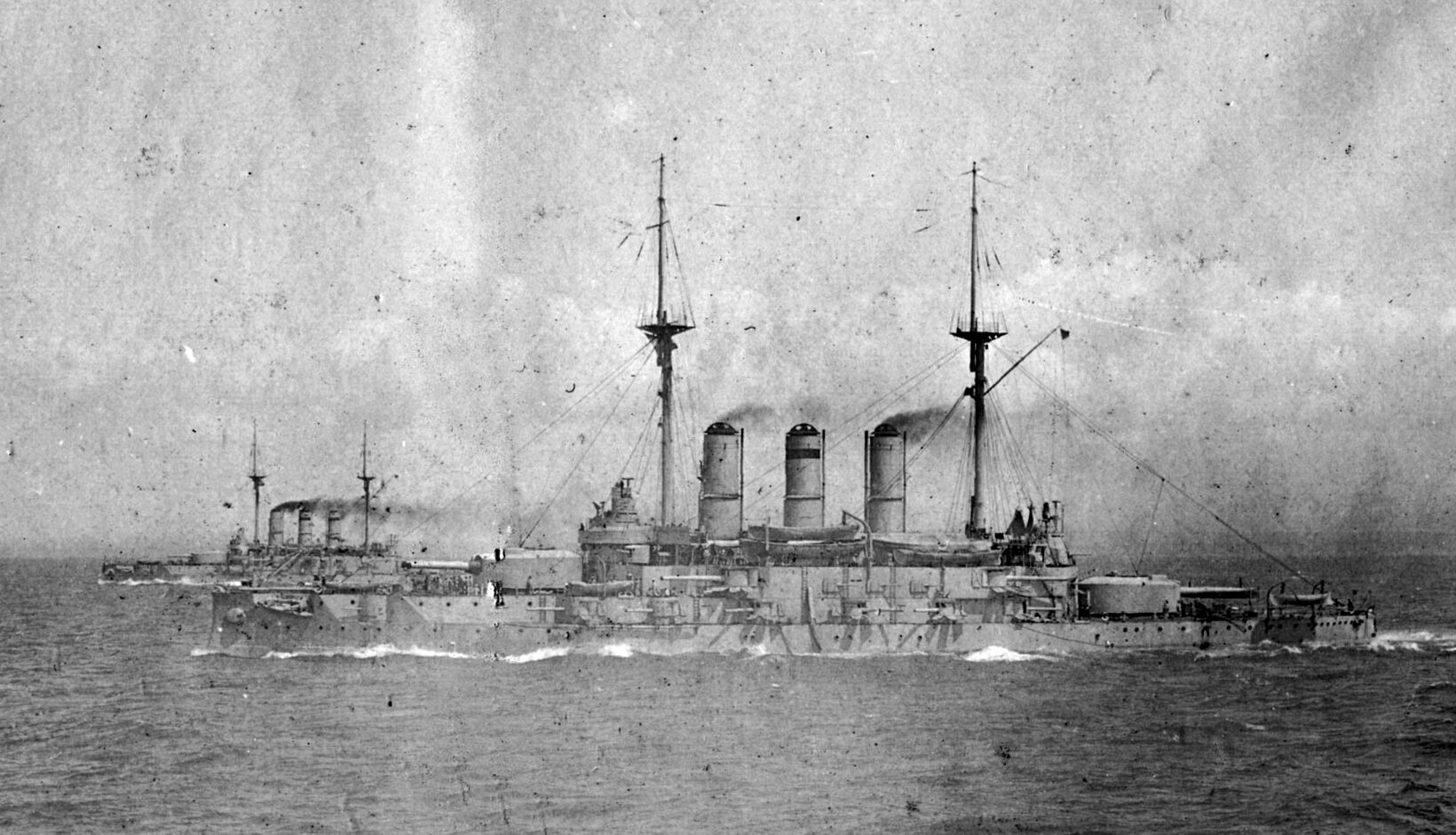
O Ioann Zlatoust e o Evstafi

O Evstafi, Ioann Zlatoust, outros três couraçados, três cruzadores, três contratorpedeiros e onze barcos torpedeiros bombardearam Trebizonda em 17 de novembro de 1914, duas semanas depois da Rússia ter declarado guerra contra o Império Otomano, em seguida retornando para Sebastopol pelo litoral da Anatólia. Foram interceptados no dia seguinte pelo cruzador de batalha Yavuz Sultan Selim e o cruzador rápido Midilli, levando à Batalha do Cabo Saric. Nesta, os russos enfrentaram problemas no seu controle de disparo, pois os dados passados pelo navio-mestre, o Ioann Zlatoust, estavam errados. O Evstafi, a capitânia, acertou o Yavuz Sultan Selim uma vez e em troca foi atingido quatro vezes. Os otomanos recuaram depois de apenas catorze minutos de combate.
Várias placas de blindagem do Evstafi precisaram ser substituídas após a batalha e elas foram tiradas do antigo couraçado Dvenadsat Apostolov, permitindo que os reparos fossem finalizados em 29 de novembro. O Breslau e o cruzador protegido Hamidiye encontraram a frota russa em 9 de janeiro de 1915 enquanto retornavam de uma missão de bombardeio no leste do Mar Negro. O Breslau acertou a primeira torre de artilharia do Evstafi, temporariamente tirando-a de ação, depois do qual os dois navios otomanos escaparam com suas velocidades superiores.

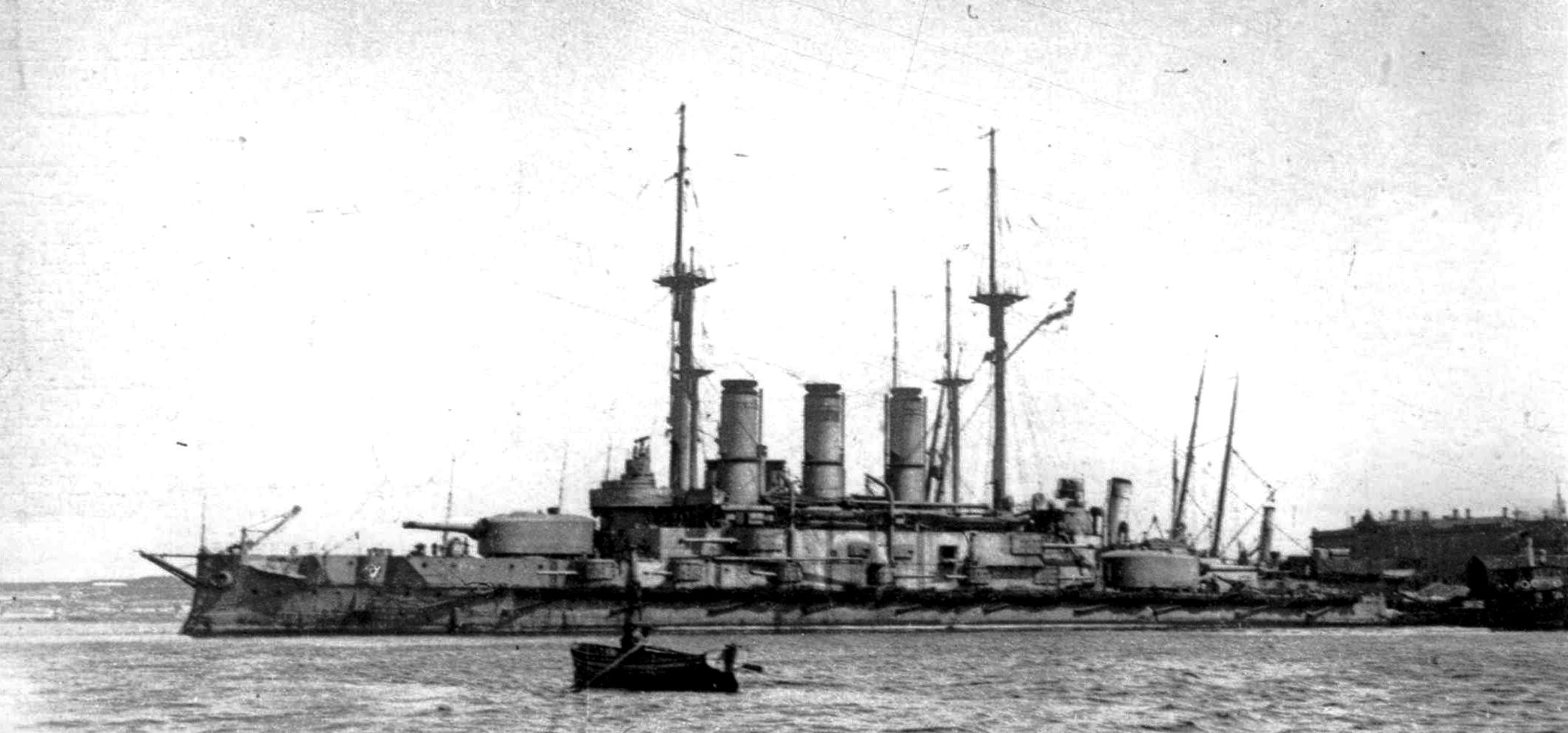
O Ioann Zlatoust atracado no porto de Sebastopol em 1918

Os dois couraçados deram cobertura para várias forças de bombardeio no Bósforo em 18 de março e 9 de maio de 1915. Esta segunda provocou uma reação do Yavuz Sultan Selim, que interceptou os russos e iniciou um confronto em que o Evstafi foi quase atingido várias vezes. Os otomanos não conseguiram cruzar o "T" dos russos porque estes estavam virando constantemente, com o Yavuz Sultan Selim recuando depois de 22 minutos. Os russos tentaram persegui-lo, mas não conseguiram por sua velocidade máxima inferior.
O Evstafi e Ioann Zlatoust foram equipados com canhões antiaéreos instalados no topo de suas duas torres de artilharia em meados de 1915, enquanto proteções foram instaladas nas entradas de suas chaminés para que pequenas bombas não entrassem por elas. O Ioann Zlatoust inicialmente recebeu quatro canhões de 75 milímetros, mas isto foi depois alterado para duas armas de 75 milímetros e outras duas de 63,5 milímetros. O Evstafi primeiro recebeu três canhões de 75 milímetros, mas estes foram posteriormente removidos e substituídos por duas armas de 63,5 milímetros e duas de 40 milímetros. Todos os pré-dreadnoughts russos da Frota do Mar Negro foram transferidos para a 2ª Brigada de Couraçados em 1º de agosto de 1915, depois do moderno dreadnought Imperatritsa Maria ter sido comissionado. Este deu cobertura em 1º de outubro enquanto o Evstafi bombardeava Kozlu e Ioann Zlatoust bombardeava Zonguldak. Os dois bombardearam Varna, na Bulgária, em maio de 1916.
Ambos os navios foram colocados na reserva em março de 1918. Foram capturados pelos alemães em Sebastopol em maio, mas entregues aos Aliados logo em dezembro depois do fim da guerra. Os britânicos destruíram seus motores em 22 e 24 de abril de 1919 quando abandonaram a Crimeia, desta forma impedindo que os bolcheviques os usassem os brancos na Guerra Civil Russa. Acabaram capturados pelos dois lados do conflito, mas abandonados pelos brancos quando estes também evacuaram a Crimeia em novembro de 1920. Os dois couraçados foram desmontados entre 1922 e 1923, porém só foram ser retirados do registro naval em 21 de novembro de 1925.